# Ronde van Groot-Brittannië 1987
De Kellogg's Tour of Britain 1987 was een wielerkoers in Groot-Brittannië, die werd gehouden van woensdag 12 augustus tot en met zondag 16 augustus 1987. Het was de eerste editie van deze meerdaagse profwielerronde onder deze naam, die later verder ging onder de namen Prudential Tour en Tour of Britain (Nederlands: Ronde van Groot-Brittannië). In totaal bereikten 86 renners de finish. Eindwinnaar werd Joey McLoughlin. Michel Vermote won het puntenklassement, Denis Roux schreef het bergklassement op zijn naam. Terwijl Chris Walker de beste was in het sprintklassement.

## Etappe-overzicht
| etappe | datum       | start               | finish              | afstand | winnaar          | klassementsleider |
| ------ | ----------- | ------------------- | ------------------- | ------- | ---------------- | ----------------- |
| 1e     | 12 augustus | Edinburgh           | Newcastle upon Tyne | 188 km  | Allan Peiper     | Allan Peiper      |
| 2e     | 13 augustus | Newcastle upon Tyne | Manchester          | 276 km  | Joey McLoughlin  | Joey McLoughlin   |
| 3e     | 14 augustus | Manchester          | Birmingham          | 188 km  | Steve Joughin    | Joey McLoughlin   |
| 4e     | 15 augustus | Birmingham          | Cardiff             | 246 km  | Paul Haghedooren | Joey McLoughlin   |
| 5e     | 16 augustus | Londen              | Westminster         | 97 km   | Michel Vermote   | Joey McLoughlin   |

## Etappe-uitslagen

### 1e etappe
| Edinburgh – Newcastle upon Tyne (188 km) |                  |       |          |
| Plaats                                   | Naam             | Ploeg | tijd     |
| Winnaar                                  | Allan Peiper     |       | 4u49'30" |
| 2                                        | Paul Haghedooren |       | +00' 21" |
| 3                                        | Jon Wainwright   |       | z.t.     |
| 4                                        | Adrian Timmis    |       | +00' 25" |
| 5                                        | Sean Kelly       |       | z.t.     |

### 2e etappe
| Newcastle upon Tyne – Manchester (276 km) |                    |       |          |
| Plaats                                    | Naam               | Ploeg | tijd     |
| Winnaar                                   | Joey McLoughlin    |       | 8u02'48" |
| 2                                         | Sergio Finazzi     |       | z.t.     |
| 3                                         | Philippe Chevalier |       | z.t.     |
| 4                                         | Steven Rooks       |       | z.t.     |
| 5                                         | Denis Roux         |       | z.t.     |

### 3e etappe
| Manchester – Birmingham (188 km) |                 |       |          |
| Plaats                           | Naam            | Ploeg | tijd     |
| Winnaar                          | Steve Joughin   |       | 4u36'05" |
| 2                                | Stuart Coles    |       | +00' 43" |
| 3                                | Stephan Joho    |       | z.t.     |
| 4                                | Michel Vermote  |       | z.t.     |
| 5                                | Pierino Gavazzi |       | z.t.     |

### 4e etappe
| Birmingham – Cardiff (246 km) |                  |       |          |
| Plaats                        | Naam             | Ploeg | tijd     |
| Winnaar                       | Paul Haghedooren |       | 6u45'26" |
| 2                             | Bob Roll         |       | z.t.     |
| 3                             | Joey McLoughlin  |       | +00' 24" |
| 4                             | Malcolm Elliott  |       | z.t.     |
| 5                             | Steven Rooks     |       | z.t.     |

### 5e etappe
| Londen – Westminster (97 km) |                 |       |          |
| Plaats                       | Naam            | Ploeg | tijd     |
| Winnaar                      | Michel Vermote  |       | 2u28'22" |
| 2                            | Mark Walsham    |       | +00' 05" |
| 3                            | Philippe Casado |       | z.t.     |
| 4                            | Květoslav Palov |       | z.t.     |
| 5                            | Jens Veggerby   |       | z.t.     |

## Eindklassementen

### Algemeen klassement
| Kellogg's Tour of Britain 1987 |                     |       |           |
| Plaats                         | Naam                | Ploeg | Tijd      |
| Gele trui                      | Joey McLoughlin     |       | 26u44'21" |
| 2                              | Steven Rooks        |       | +00' 05"  |
| 3                              | Sergio Finazzi      |       | +00' 09"  |
| 4                              | Philippe Chevallier |       | +00' 11"  |
| 5                              | Denis Roux          |       | +00' 17"  |
| 6                              | Michel Vermote      |       | +03' 05"  |
| 7                              | Bob Roll            |       | +03' 26"  |
| 8                              | Paul Haghedooren    |       | +03' 28"  |
| 9                              | Phil Thomas         |       | z.t.      |
| 10                             | Allan Peiper        |       | +03' 35"  |

1987 · 
1988 · 
1989 · 
1990 · 
1991 · 
1992 · 
1993 · 
1994 · 
1995 · 
1996 · 
1997 · 
1998 · 
1999 · 
2000 · 
2001 · 
2002 · 
2003 · 
2004 · 
2005 · 
2006 · 
2007 · 
2008 · 
2009 · 
2010 · 
2011 · 
2012 · 
2013 · 
2014 · 
2015 · 
2016 ·
2017 · 
2018 ·
2019 ·
2020 · 
2021 · 
2022 · 
2023 · 
2024 ·